# 安南平スキー場
安南平スキー場(あんなんだいらスキーじょう)は、長野県下高井郡山ノ内町にかつて存在したスキー場である。

## 概要
志賀高原の南部にある坊寺山(標高1839.6m)の西側斜面中腹に開発されたスキー場で志賀高原最下部のスキー場とされる。

タイムレースやアイスバーン製造設備などが整い、競技会向きにつくられた。
リフト2本。コース3本。

麓にはスキーセンターのほかに、宿泊施設、レストラン、ディスコ(宴会場)などが整備され、現在も当時の建物の遺構が残っている。
プロスキーヤーの千葉晴久がベースにしているゲレンデでもある。

## コース・ゲレンデ
(滑走延長、平均斜度/最大斜度)
- 初級者コース(1300m、13°/ 22°)
  - 第2リフト頂部から尾根線沿いにレイアウトされたコース。最大斜度、狭隘なコース幅により、初級者はぼ確実なボーゲン技術を必要とする。
  - コース前方には志賀草津道路や湯田中の町並みが見えるが、コース幅が狭くて十分なパノラマが確保できない。
- 中級者コース(700m、18°/ 30°)
  - 滑り出しは初級者コースと重複し、中盤で左に分岐して急斜面となる。最大斜度の割にはコース幅が広く圧迫感はない。
- 上級者コース(400m、28°/ 36°)
  - 第2リフトに沿ってレイアウトされた直線的で狭隘なコース。
- 電光管設置バーン[2]
  - 第1リフト沿いに電光管が配置され、ストロボ発光により滑走の状態をビデオ撮影できる。
- タイムレース用バーン[2]
  - タイムレース用の器具が設置されている。
  - 毎朝掲示される千葉プロのタイムに勝つと、スキーケース、バッグ、グローブなどの商品をもらえる。また、下三桁が“777”になると特別賞として豪華商品がもらえる[1]。
- アイスバーン[2]
  - 地中に冷却液を流すパイプが設置されていて、一夜にしてアイスバーン状のコースを構成できる。

## リフト
（距離、高低差、時間）
- 第1リフト(491m、100m、--分--秒)
  - 麓部初級者ゲレンデの下から見上げて右側に設置。
- 第2リフト(550m、230m、--分--秒)
  - 麓部ゲレンデ最上部から本スキー場の最高地点に至るリフト。
  - 主要なコースは本リフト降車場を起点としていた。

## 交通
国道292号線(志賀草津道路)を湯田中方面から志賀高原に至る登り口にある当時の志賀草津有料料金所の先200m地点にある最初の左カーブ(現:1号カーブ)手前において右に分岐する林道が取り付け道路となる。交差点から約2.5km(標高差170m)。

当時から未舗装かつ狭隘な幅員と急カーブ、急勾配な場所があり、一般乗用車での到達は困難を極めた。駐車場300台。長野電鉄湯田中駅からは無料の送迎バスのサービスがあった。

本スキー場廃業後に長野五輪が具体化して国道の整備がすすみ、1994年以降は進入道路が現在のように国道とループ状の立体交差となった。取り付け道路自体は林道として現存するが林業自体の衰退により利用されず整備は行き届いていない。

## 歴史
1960年代　志賀ホリデーバレーとして構想され、開業に向けて具体化が始まった。

1965年　　当初の事業者が資金難のため開発を断念し、北野建設に権利が譲渡された。

1980年　　開業。

1985年頃　廃業。